# Lista członków Iron Maiden

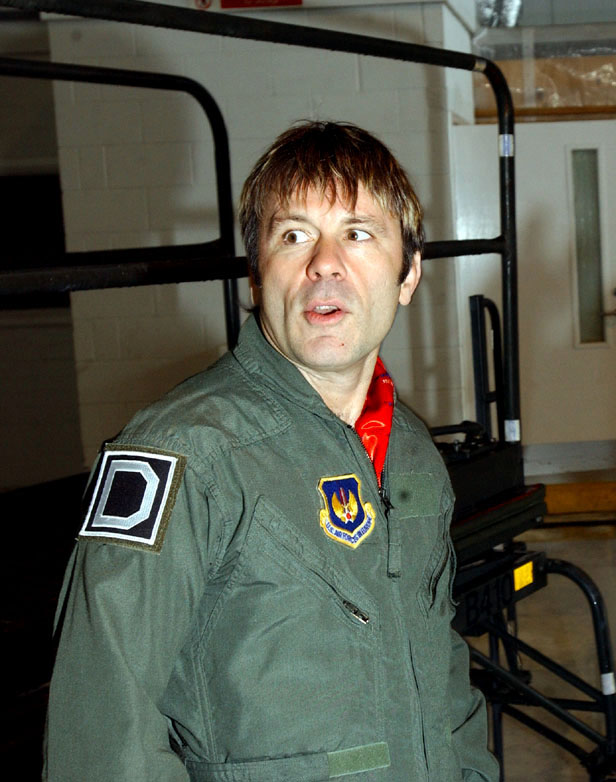
Bruce Dickinson

Lista członków brytyjskiej heavymetalowej grupy Iron Maiden uporządkowana chronologicznie oraz według roli muzyków w zespole.

## Wokaliści
| Imię i nazwisko | Lata pobytu w zespole | Nagrane albumy |
| --------------- | --------------------- | --- |
| Paul Day        | 1975–1976             | |
| Dennis Wilcock  | 1976–1977             | |
| Paul Di’Anno    | 1978–1981             | The Soundhouse Tapes, Metal for Muthas, Iron Maiden, Live!! +one, Killers, Maiden Japan |

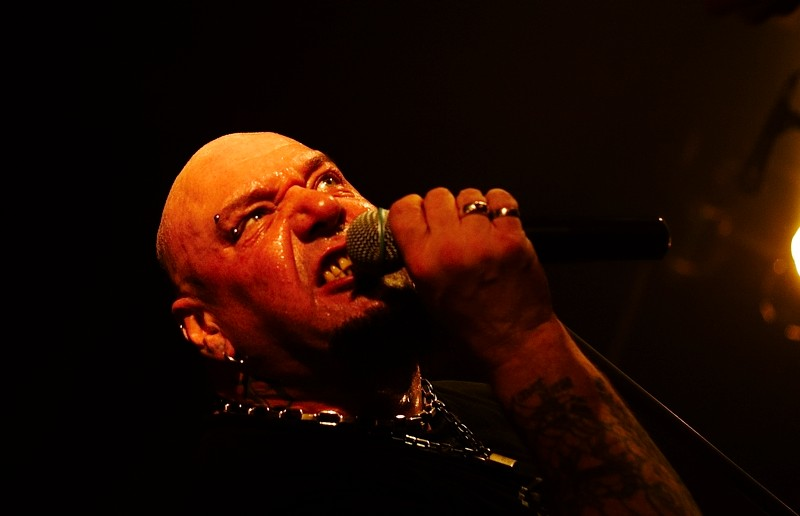
Paul Di’Anno

| Bruce Dickinson | 1981–1993, od 1999    | The Number of the Beast, Piece of Mind, Powerslave, Live After Death, Somewhere in Time, Seventh Son of a Seventh Son, No Prayer for the Dying, Fear of the Dark, Live at Donington, A Real Live One, A Real Live One Brave New World, Rock in Rio, Dance of Death, Death on the Road, No More Lies, A Matter of Life and Death, The Final Frontier |
| Blaze Bayley    | 1994–1999             | The X Factor, Virtual XI |

## Gitarzyści
| Imię i nazwisko | Lata pobytu w zespole | Nagrane albumy |
| --------------- | --------------------- | --- |
| Dave Sullivan   | 1975–1976             | |
| Terry Rance     | 1975–1976             | |
| Bob Sawyer      | 1976–1977             | |

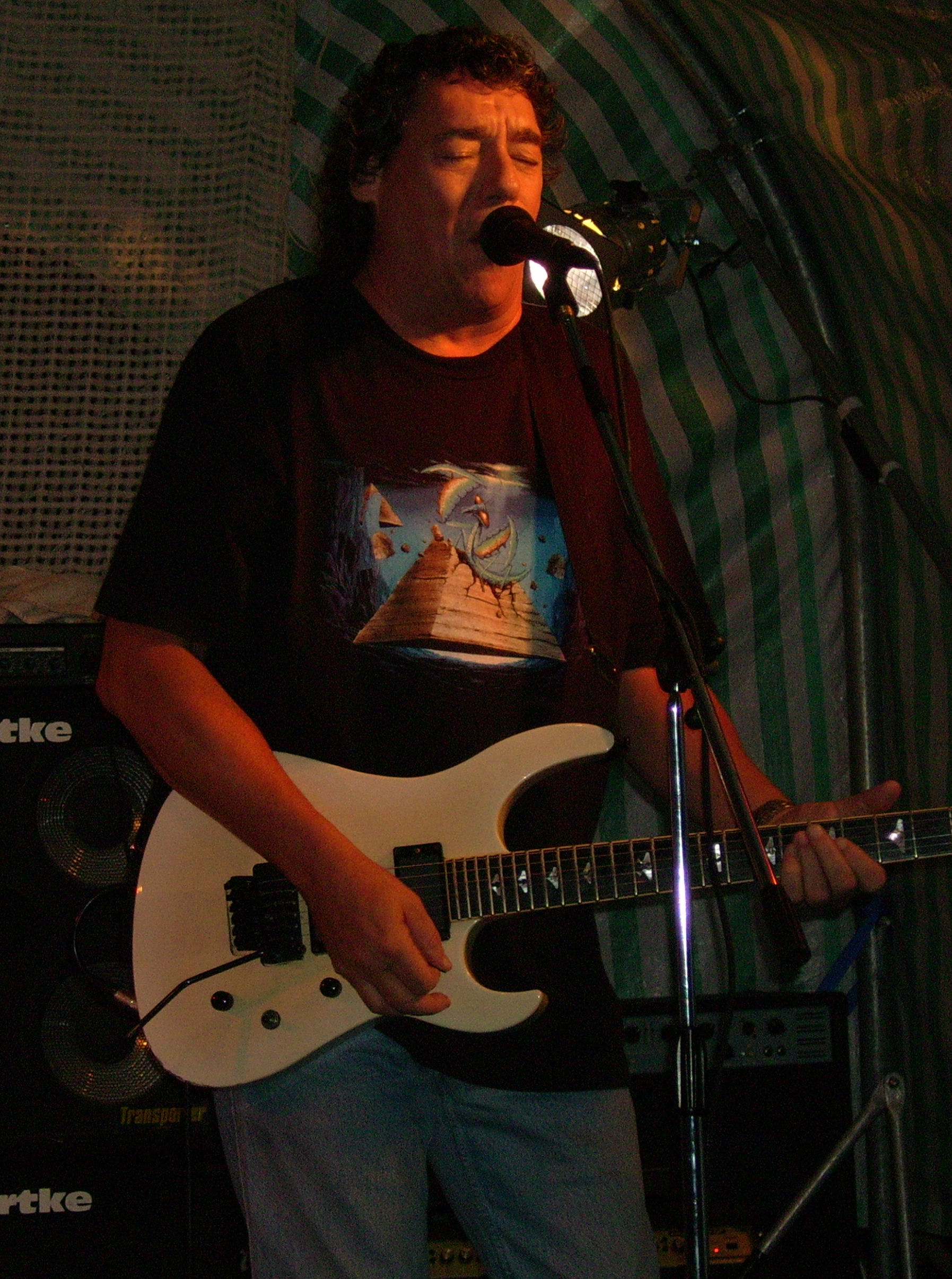
Dennis Stratton

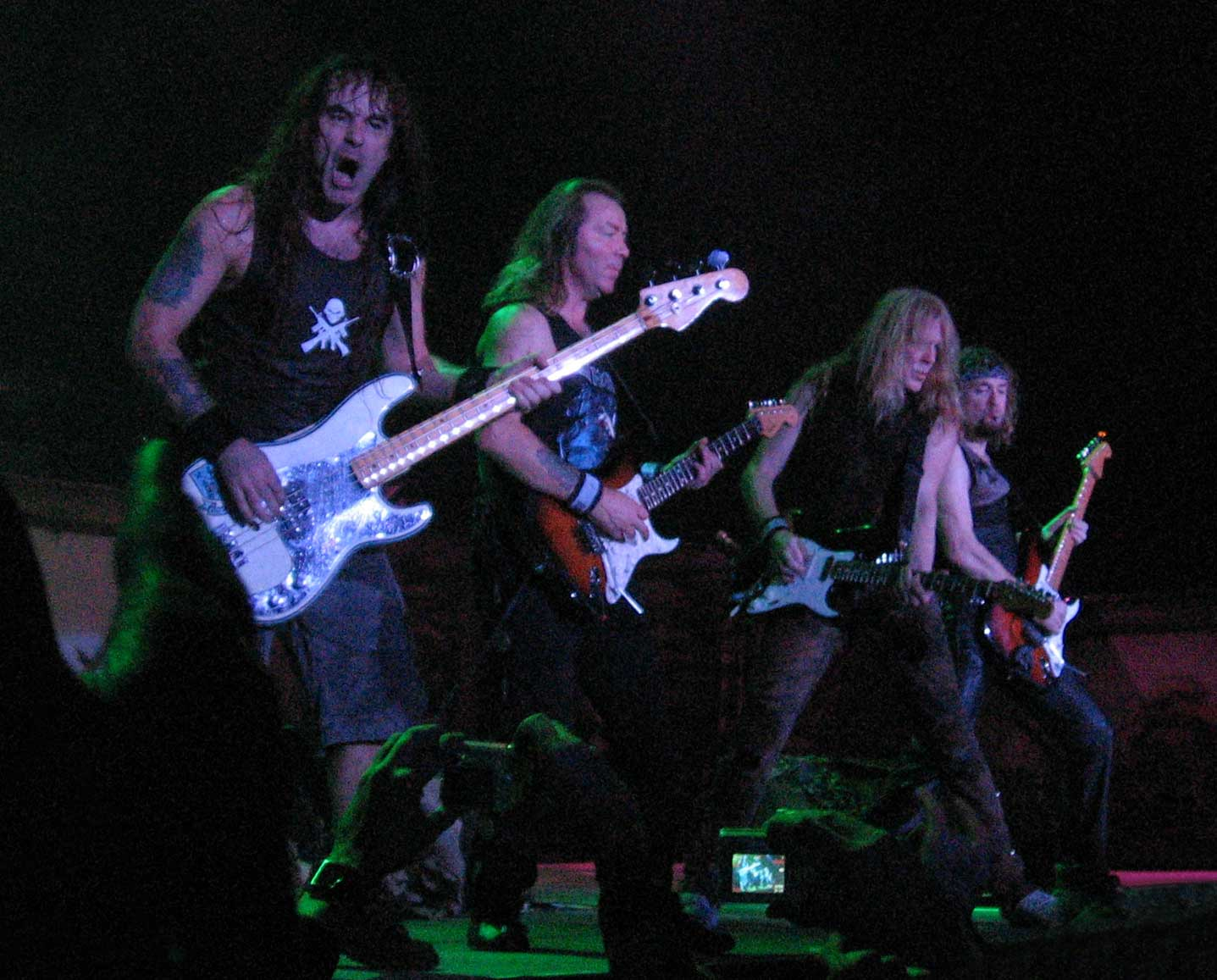
Steve Harris, Dave Murray, Janick Gers i Adrian Smith (od lewej)

| Dave Murray     | 1976–1977, od 1978    | The Soundhouse Tapes, Metal for Muthas, Iron Maiden, Live!! +one, Killers, Maiden Japan, The Number of the Beast, Piece of Mind, Powerslave, Live After Death, Somewhere in Time, Seventh Son of a Seventh Son, No Prayer for the Dying, Fear of the Dark, Live at Donington, A Real Live One, A Real Live One, The X Factor, Virtual XI, Brave New World, Rock in Rio, Dance of Death, Death on the Road, No More Lies, A Matter of Life and Death, The Final Frontier |
| Terry Wapram    | 1977                  | |
| Dave Mac        | 1979                  | |
| Paul Cairns     | 1979                  | |
| Paul Todd       | 1979                  | |
| Tony Parsons    | 1979                  | Metal for Muthas |
| Dennis Stratton | 1980                  | Iron Maiden, Live!! +one |
| Adrian Smith    | 1980–1990, od 1999    | Killers, Maiden Japan, The Number of the Beast, Piece of Mind, Powerslave, Live After Death, Somewhere in Time, Seventh Son of a Seventh Son Brave New World, Rock in Rio, Dance of Death, Death on the Road, No More Lies, A Matter of Life and Death, The Final Frontier |
| Janick Gers     | 1990–                 | No Prayer for the Dying, Fear of the Dark, Live at Donington, A Real Live One, A Real Live One, The X Factor, Virtual XI, Brave New World, Rock in Rio, Dance of Death, Death on the Road, No More Lies, A Matter of Life and Death, The Final Frontier |

## Basista
| Imię i nazwisko | Lata pobytu w zespole | Nagrane albumy |
| --------------- | --------------------- | --- |
| Steve Harris    | 1975–                 | The Soundhouse Tapes, Metal for Muthas, Iron Maiden, Live!! +one, Killers, Maiden Japan, The Number of the Beast, Piece of Mind, Powerslave, Live After Death, Somewhere in Time, Seventh Son of a Seventh Son, No Prayer for the Dying, Fear of the Dark, Live at Donington, A Real Live One, A Real Live One, The X Factor, Virtual XI, Brave New World, Rock in Rio, Dance of Death, Death on the Road, No More Lies, A Matter of Life and Death, The Final Frontier |

## Perkusiści

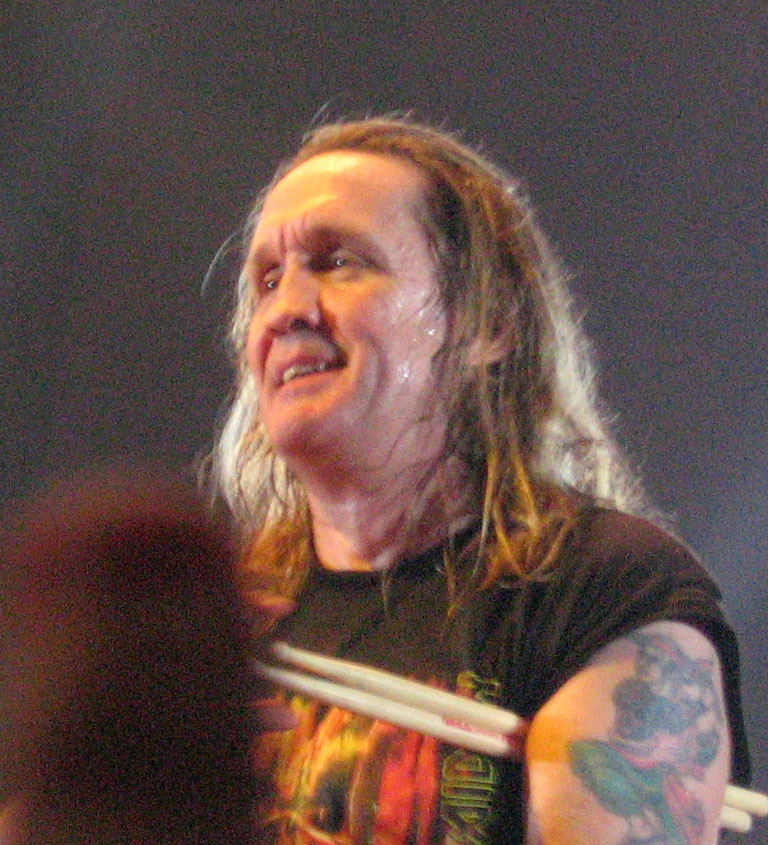
Nicko McBrain

| Imię i nazwisko | Lata pobytu w zespole | Nagrane albumy |
| --------------- | --------------------- | --- |
| Ron Matthews    | 1975–1977             | |
| Thunderstick    | 1977                  | |
| Doug Sampson    | 1977–1979             | The Soundhouse Tapes, Metal for Muthas |
| Clive Burr      | 1979–1982             | Iron Maiden, Live!! +one, Killers, Maiden Japan, The Number of the Beast |
| Nicko McBrain   | 1983–2024             | Piece of Mind, Powerslave, Live After Death, Somewhere in Time, Seventh Son of a Seventh Son, No Prayer for the Dying, Fear of the Dark, Live at Donington, A Real Live One, A Real Dead One, The X Factor, Virtual XI, Brave New World, Rock in Rio, Dance of Death, Death on the Road, No More Lies, A Matter of Life and Death, The Final Frontier |
| Simon Dawson    | 2024–                 | zastępstwo na trasach |

## Keyboardziści
| Imię i nazwisko | Lata pobytu w zespole | Nagrane albumy |
| --- | --------------------- | -------------- |
| Tony Moore | 1977                  |                |
| Instrumenty klawiszowe podczas nagrań w studio obsługuje basista Steve Harris. Od 1988 funkcję klawiszowca Iron Maiden na koncertach (oraz okazyjnie na albumach studyjnych) pełni także współpracownik zespołu Michael Kenney. |                       |                |